# Ángel Pedraza
Ángel Pedraza Lamilla (* 4. Oktober 1962 in La Rinconada; † 8. Januar 2011) war ein spanischer Fußballspieler und -trainer.

## Sportlicher Werdegang
Der der Jugend des FC Barcelona entstammende Pedraza rückte 1980 in den Profikader des Klubs auf. Unter Trainer László Kubala debütierte er im September des Jahres im UEFA-Pokal beim Spiel gegen den maltesischen Vertreter Sliema Wanderers; damit war er der erste in der Jugendakademie La Masia ausgebildete Spieler, der für den Verein ein Pflichtspiel bestritt. Ohne bis dato in der Meisterschaft zum Einsatz gekommen zu sein, verlieh ihn der Verein 1982 an den seinerzeit im regionalen unterklassigen Fußball antretenden FC Villarreal. Nach einem Jahr kehrte er zurück und spielte fortan für die Reservemannschaft des FC Barcelona, ehe er im Januar 1986 unter Trainer Terry Venables zu seinem Debüt in der Primera División kam. Schnell spielte er sich in der Mannschaft fest und erreichte mit ihr das Endspiel im Europapokal der Landesmeister 1985/86. Dort war er neben José Ramón Alexanko, Pichi Alonso und Marcos Alonso Peña bei der 0:2-Niederlage nach Elfmeterschießen einer der vier Schützen, deren Strafstöße von Helmuth Duckadam gehalten wurden.
Unter Venables Nachfolger Luis Aragonés rückte Pedraza ins zweite Glied und saß unter anderem im Endspiel um die Copa del Rey 1987/88, das mit dem Titelgewinn durch einen 1:0-Erfolg über Real Sociedad San Sebastián endete, nur auf der Ersatzbank. Nach der Verpflichtung von Johan Cruyff im Sommer 1988 wechselte er zu RCD Mallorca in die Segunda División. Dort war er einer der Garanten für den Aufstieg in die Erstklassigkeit und blieb dem Klub auch nach dem Wiederabstieg im Sommer 1992 treu. Dabei stand er in der Copa del Rey 1990/91 erneut im Endspiel, gegen Atlético Madrid mit seinem ehemaligen Mitspieler Bernd Schuster ging das Finale jedoch verloren. 1995 beendete er seine höherklassige Laufbahn und ließ bis 1997 seine Karriere beim CF Sóller in der viertklassigen Tercera División ausklingen.
Nach dem Ende seiner aktiven Laufbahn kehrte Pedraza nach Barcelona zurück. Dort betreute er zunächst die Jugendmannschaften des FC Barcelona sowie des Lokalrivalen Espanyol Barcelona, dessen Reservemannschaft er auch später trainierte. Ab 2005 trainierte er Benidorm CF und die Reservemannschaft des FC Villarreal in der drittklassigen Segunda División B, ehe er ab 2008 in Griechenland für Iraklis FC und später Panserraikos jeweils in der Super League tätig war.
Nach seiner Rückkehr nach Spanien 2009 übernahm Pedraza das Traineramt beim Viertligisten Atlético Baleares, den er im Sommer 2010 zum Wiederaufstieg in die Segunda División B führte. Gezeichnet vom Krebs trat er anschließend zurück, kehrte aber dennoch kurze Zeit später als Trainer des CE l’Hospitalet an die Seitenlinie zurück. Dort wurde er nach drei Monaten von seinen Aufgaben entbunden.
Im Alter von 48 Jahren erlag Pedraza Anfang 2011 seinem Krebsleiden.